# Mustafa Kemal Topal
Mustafa Kemal Topal (født 1973 i Tyrkiet) er en dansk forsker og debattør med kurdisk baggrund. Han flygtede som 23-årig studerende fra Tyrkiet til Danmark efter at være kommet i de tyrkiske myndigheders søgelys på grund af sit kurdisk-orienterede politiske arbejde. Han blev dansk statsborger i 2008.
Topal er adjunkt ved Institut for Mennesker og Teknologi på Roskilde Universitet.

## Baggrund
Topal er født og opvokset i Kusca i Tyrkiet. Han læste på universitetet i Tyrkiet og var politisk aktiv i den kurdiske bevægelse for flere rettigheder. De aktiviteter, han deltog i, var fredelige, men ulovlige i den tyrkiske stats optik, og da han blev opmærksom på, at myndighederne havde ham i kikkerten, flygtede han som 23-årig til Danmark i 1996. To år senere fik han opholdstilladelse, og i 2008 fik han dansk statsborgerskab.
Topal blev uddannet som cand.mag. i psykologi og Internationale udviklingsstudier fra Roskilde Universitet i 2009. Han har siden blandt andet arbejdet som kommunal medarbejder. I 2021 tog han en ph.d.-grad i humaniora ved Roskilde Universitet.

## Forskning
Topas ph.d.-afhandling lød titlen Kvindekrigere i den kurdiske nationalbevægelse PKK. Et kønsreflekteret perspektiv. Den undersøgte bevæggrundene og tankegangen hos kurdiske kvinder, der deltog i den væbnede kurdiske modstandsbevægelse mod Tyrkiet, Syrien og Islamisk Stat. Blandt hans resultater var, at kvinderne i høj grad var præget af feministiske værdier og idealer om kvindefrigørelse, og at mange af dem også så deres aktivitet som et arbejde imod kvindeundertrykkelse.
I 2021 var han en af de fem finalister i DR og dagbladet Informations Ph.d. Cup, hvor unge forskere skulle konkurrere om at formidle deres forskning - i Topals tilfælde om de kurdiske kvindekrigeres dobbelte kamp. I 2024 udgav han bogen Women Fighters in the Kurdish National Movement - Transforming Gender Politics and the PKK på det britiske forlag Bloomsbury Publishings akademiske afdeling (Bloomsbury Academic).

## Offentlig debat
Topal har også ved en række lejligheder optrådt som debattør i de danske medier. Det gælder emner som integrationen af indvandrere i Danmark, radikalisering af unge, kritik af den tyrkiske præsident Erdogans politik og den danske regerings holdning til krigen mellem Israel og Gaza, som ifølge Topal af mange unge bliver opfattet som hyklerisk, fordi det virker, som om palæstinenserne ikke bliver omfattet af  de værdier, kriterier og konventioner om menneskerettigheder, som Danmark i øvrigt bekender sig til.

## Andre aktiviteter
Topal er medstifter af den tværpolitiske og -faglige organisation Kurdisk Forum. Organisationen, der blev stiftet i 2007, omfatter danske og kurdiske politikere og enkeltpersoner, der ønsker at sætte fokus på det kurdiske spørgsmål i Danmark.